# Генета на Джонстън
Генетата на Джонстън (Genetta johnstoni) е вид бозайник от семейство Виверови (Viverridae). Видът е световно застрашен, със статут Уязвим.

## Разпространение
Разпространен е в Гана, Гвинея, Кот д'Ивоар и Либерия.